# 1921-es indianapolisi 500
A 9. alkalommal megrendezett Indianapolisi 500 mérföldes versenyt 1921. május 30-án rendezték meg.

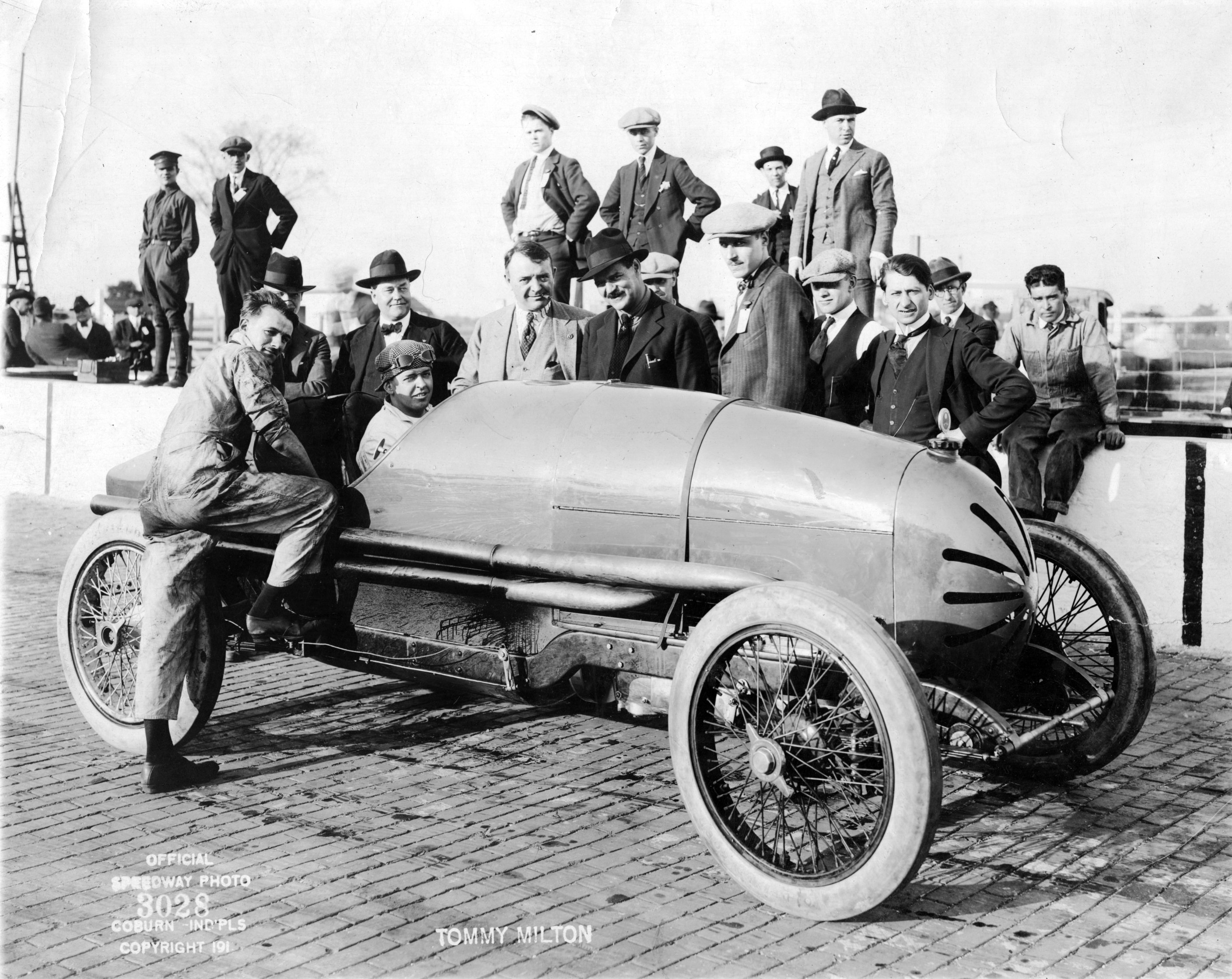
Tommy Milton 1921-ben

| Helyezés | Rajthely | Rajtszám | Versenyző       | Qual    | Rank | Körök száma | Élen | Kiesés oka  |
| -------- | -------- | -------- | --------------- | ------- | ---- | ----------- | ---- | ----------- |
| 1        | 20       | 2        | Tommy Milton    | 93.050  | 11   | 200         | 90   | Running     |
| 2        | 2        | 6        | Roscoe Sarles   | 98.350  | 2    | 200         | 1    | Running     |
| 3        | 8        | 23       | Percy Ford      | 87.000  | 19   | 200         | 0    | Running     |
| 4        | 9        | 5        | Eddie Miller    | 83.850  | 20   | 200         | 0    | Running     |
| 5        | 13       | 16       | Ora Haibe       | 93.500  | 10   | 200         | 0    | Running     |
| 6        | 14       | 9        | Riley Brett     | 87.800  | 16   | 200         | 0    | Running     |
| 7        | 10       | 3        | Ira Vail        | 82.350  | 22   | 200         | 0    | Running     |
| 8        | 15       | 21       | Albert Guyot    | 87.780  | 17   | 200         | 0    | Running     |
| 9        | 21       | 8        | Ralph Mulford   | 91.700  | 12   | 177         | 0    | Flagged     |
| 10       | 17       | 15       | René Thomas     | 83.750  | 21   | 144         | 0    | Water hose  |
| 11       | 18       | 27       | Tom Alley       | 80.500  | 23   | 133         | 0    | Rod         |
| 12       | 1        | 4        | Ralph DePalma   | 100.750 | 1    | 112         | 108  | Rod         |
| 13       | 4        | 1        | Eddie Hearne    | 96.180  | 6    | 111         | 0    | Oil line    |
| 14       | 19       | 24       | Jimmy Murphy    | 93.600  | 9    | 107         | 0    | Crash T4    |
| 15       | 16       | 17       | Bennett Hill    | 87.750  | 18   | 91          | 0    | Hit wall    |
| 16       | 23       | 28       | C. W. Van Ranst | 88.350  | 14   | 87          | 0    | Water hose  |
| 17       | 3        | 7        | Joe Boyer       | 96.650  | 4    | 74          | 1    | Rear axle   |
| 18       | 6        | 19       | Jean Chassagne  | 91.000  | 13   | 65          | 0    | Lost hood   |
| 19       | 5        | 22       | Jules Ellingboe | 95.400  | 8    | 49          | 0    | Steering    |
| 20       | 11       | 14       | André Boillot   | 97.600  | 3    | 41          | 0    | Rod bearing |
| 21       | 7        | 18       | Louis Fontaine  | 88.300  | 15   | 33          | 0    | Crash FS    |
| 22       | 22       | 25       | Joe Thomas      | 96.250  | 5    | 25          | 0    | Crash T3    |
| 23       | 12       | 10       | Howdy Wilcox    | 96.000  | 7    | 22          | 0    | Rod         |